# Fernando Gallego (banda)
Fernando Gallego fue un grupo de música industrial español que se formó en 1984 en Burriana (Castellón), Comunidad Valenciana.

## Historia
Después de crear Funeraria Vergara en 1982 y tras dos años de andanzas, en 1984 la banda comenzó un proceso de evolución derivando en distintos proyectos. El primero sería Fernando Gallego, grupo con el que se adentran en la música industrial. Juan Luis Montoliú abandona el grupo, pero el resto de componentes deciden continuar, entonces se reincorpora de nuevo Hilario Traver, que ya había estado con anterioridad en Funeraria Vergara. 
El grupo utiliza bidones como percusión tomados de las obras cercanas donde tenían las actuaciones. Grabaron varias maquetas con temas como El almuerzo desnudo, España y Cuba, Gerardo, Santiago, No existo, No sé, Experimental, etc. Realizan diferentes conciertos en Burriana y por la provincia de Castellón (Benicarló, Peñiscola, Vall d'Uixo, etc.) y otro más en Amposta (Tarragona).
El sello barcelonés Doméstica los rescata en 2012 en el primer volumen del recopilatorio Non Plus Ultra 1980-1987 (Doméstica, 2012), disco en el que se incluye el tema Almuerzo Desnudo. En 2015 de nuevo la discográfica barcelonesa Doméstica recupera una parte de sus temas desde 1984 a 1986 en el elepé Maquinismo Operatorio, obteniendo un reconocimiento que en su día se les escapó, dada la lejanía de los circuitos de las discográficas y alejados como estaban de los sonidos imperantes en la época.

## Otros proyectos (1986-actualidad)
En 1986 se transformaron en Decúbito Supino, que haría música experimental hasta 1988, momento en el que cambiarían el nombre a No La Conozco Madre. 
Paralelamente en 1990 inician otro nuevo proyecto llamado El Otro Ilustre Colegio Oficial de Pataphysica (OICOP), inspirado en la patafísica de Alfred Jarry y definido como “punk decimonónico” o “cabaret surrealista”. Este proyecto será el definitivo y permanecerá en activo hasta la actualidad. A esta formación pronto se sumarán nuevos miembros provenientes de otras bandas valencianas cómo Andrés Blasco "Truna" proveniente de Carmina Burana y Fitzcarraldo, el músico zaragozano Antuan Doinel, etc.

## Miembros
- José Luis Ferrer "Telu" (voz y coros).
- Héctor Marco (guitarra y sintetizadores).
- Hilario Traver (teclados, bidones, voz y coros).
- Juan Vicente Vernia "Juanón" (sintetizadores, bajo, caja de ritmos y guitarra).

## Discografía
- "Non Plus Ultra 1980-1987" (Doméstica, 2012). Recopilatorio.
- "Maquinismo Operatorio" (Doméstica, 2015). Álbum.